# Amphoe Ban Luang

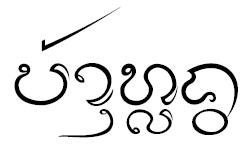
„Ban Luang“ in Lanna-Schrift

Amphoe Ban Luang (Thai อำเภอ บ้านหลวง) ist ein Landkreis (Amphoe - Verwaltungs-Distrikt) im Westen der Provinz Nan. Die Provinz Nan liegt im Nordosten der Nordregion von Thailand.

## Geographie
Benachbarte Landkreise (von Osten im Uhrzeigersinn): die Amphoe Mueang Nan und Wiang Sa der Provinz Nan, Amphoe Song der Provinz Phrae, sowie die Amphoe Chiang Muan und Pong der Provinz Phayao.

## Geschichte
Ban Luang wurde am 15. Mai 1975 als „Zweigkreis“ (King Amphoe) gegründet, bestehend aus den drei Tambon Pa Kha Luang, Suat und Ban Phi, die vom Kreis Mueang Nan abgespalten wurden. Am 20. Oktober 1993 erhielt der „Zweigkreis“ den vollen Amphoe-Status.

## Sehenswürdigkeiten
- Nationalparks:
  - Nationalpark Nanthaburi (อุทยานแห่งชาตินันทบุรี) - der 548.125 Rai (etwa 877 km²) große Park erstreckt sich bis in den Landkreis Tha Wang Pha, er besteht aus hohen Bergen, wie zum Beispiel dem Yod Doi Wao (ยอดดอยวาว) mit einer Höhe von 1674 Metern. Sehenswert ist die artesische Quelle Ban Namki (บ่อน้ำพุร้อนบ้านน้ำกิ) mit bis zu 80 °C heißem Wasser sowie zahlreiche Wasserfälle.

## Verwaltung

### Provinzverwaltung
Der Landkreis Ban Luang ist in vier Tambon („Unterbezirke“ oder „Gemeinden“) eingeteilt, die sich weiter in 26 Muban („Dörfer“) unterteilen.
| Nr. | Name         | Thai     | Muban | Einw. |
| --- | ------------ | -------- | ----- | ----- |
| 01. | Ban Fa       | บ้านฟ้า    | 08    | 3.649 |
| 02. | Pa Kha Luang | ป่าคาหลวง | 05    | 2.759 |
| 03. | Suat         | สวด      | 08    | 2.964 |
| 04. | Ban Phi      | บ้านพี้     | 05    | 2.514 |

### Lokalverwaltung
Es gibt keine Städte (Thesaban) im Landkreis.
Im Landkreis gibt es vier „Tambon-Verwaltungsorganisationen“ (องค์การบริหารส่วนตำบล – Tambon Administrative Organizations, TAO)
- Ban Fa (Thai: องค์การบริหารส่วนตำบลบ้านฟ้า) bestehend aus dem kompletten Tambon Ban Fa.
- Pa Kha Luang (Thai: องค์การบริหารส่วนตำบลป่าคาหลวง) bestehend aus dem kompletten Tambon Pa Kha Luang.
- Suat (Thai: องค์การบริหารส่วนตำบลสวด) bestehend aus dem kompletten Tambon Suat.
- Ban Phi (Thai: องค์การบริหารส่วนตำบลบ้านพี้) bestehend aus dem kompletten Tambon Ban Phi.